# 히딩크의 축구의 신
《히딩크의 축구의 신》은 TV조선에서 방송된 축구 서바이벌 프로그램이다.

## 출연
- 거스 히딩크
- 송종국
- 이기광
- 이천수
- 정진운
- 최진철
- 현영민

## 최종 5인
| 이름   | 당시 소속팀 | 출생연도 | 포지션   |
| ------ | ----------- | -------- | -------- |
| 김양우 | 청주시티FC  | 1994     | 공격수   |
| 김병연 | 김해시청    | 1994     | 미드필더 |
| 도신호 | 청주대      | 1995     | 미드필더 |
| 김성중 | 강릉시청    | 1994     | 수비수   |
| 안승온 | 호남대      | 1995     | 공격수   |

## 내레이션
- 정형석